# Джейми Хейтер
Пейдж Вудинг (англ. Paige Wooding, род. 23 апреля 1995, Саутгемптон, Юго-Восточная Англия), более известная под псевдонимом Джейми Хейтер (англ. Jamie Hayter), — английская женщина-рестлер, которая в настоящее время выступает в All Elite Wrestling (AEW), где она является действующей чемпионкой мира AEW среди женщин.
Она также известна по своей работе на независимой сцене в Англии в различных промоушенах, включая Pro-Wrestling: EVE и Revolution Pro Wrestling, где она является бывшей чемпионкой Британии RevPro среди женщин. Вудинг также часто выступала в World Wonder Ring Stardom, где она является бывшей чемпионкой мира SWA и бывшей чемпионкой Goddess of Stardom (вместе с Би Пристли).

## Титулы и достижения
- All Elite Wrestling
  - Чемпион мира AEW среди женщин (1 раз)[1]
- Big League Wrestling
  - Чемпион BLW среди женщин (1 раз)[2]
- Pro-Wrestling: EVE
  - Международная чемпионка Pro Wrestling: EVE (1 раз)[3]
- Pro Wrestling Illustrated
  - № 47 в топ 100 женщин-рестлеров в рейтинге PWI Women’s 100 в 2020[4]
  - № 29 в топ 50 команд в рейтинге PWI Tag Team 50 в 2020 с Би Пристли[5]
- Revolution Pro Wrestling
  - Чемпион Британии RevPro среди женщин (2 раза)[6]
- World War Wrestling
  - Чемпион WWW среди женщин (1 раз)[7]
- World Wonder Ring Stardom
  - Чемпион Goddesses of Stardom (1 раз) — с Би Пристли[8]
  - Чемпион мира SWA (1 раз)
  - Награда 5★Star GP (1 раз)
    - Награда 5★Star GP за боевой дух (2019)